# Wincenty Stroka

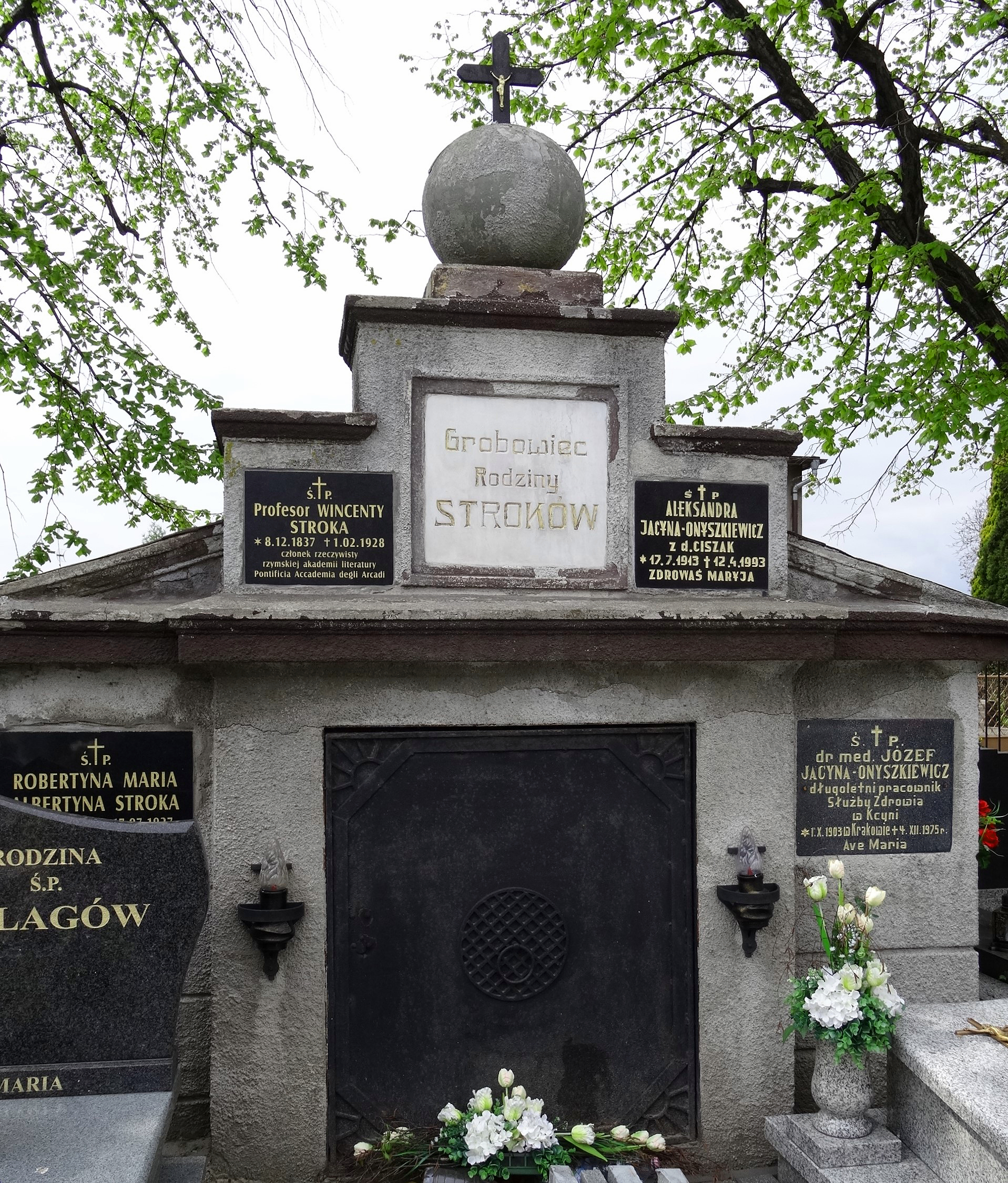
Grobowiec rodziny Stroków w Pleszewie

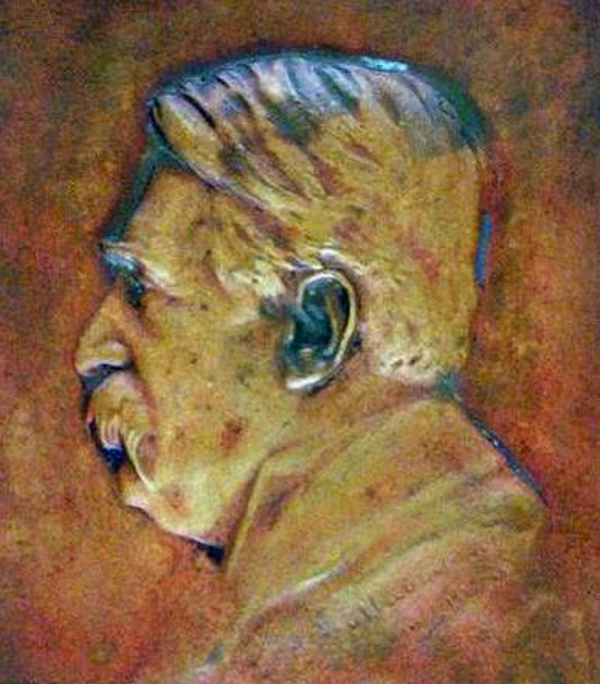
Wizerunek prof. Stroki, autorstwa rzeźbiarza Antoniego Madeyskiego

Wincenty Aleksander Ambroży Stroka, pseudonimy: W.S.; W.Str.; Wi.St; Win.Str.; Winc. Stroka; Wincenty Srokacz; Stroka Vincenz; von V.Stroka; Almeristo Peliaco (ur. 8 grudnia 1837 we Frydrychowicach, zm. 1 lutego 1928 w Pleszewie) – polski poeta doby romantyzmu i Młodej Polski, filozof, publicysta, poliglota, tłumacz i profesor gimnazjalny zawodowo związany z Krakowem, członek rzeczywisty Pontificia Accademia degli Arcadi.
Polski poeta i dramaturg, dr Kazimierz Lubecki (ur. 1880, zm. 1939) nazwał Wincentego Strokę ostatnim wielkim literatem pokolenia twórców epoki romantyzmu.
Biegle posługiwał się wieloma językami: m.in. klasyczną łaciną, greckim, francuskim, niemieckim, włoskim, hiszpańskim.

## Życiorys

### Młodość i edukacja
Urodził się we wsi Frydrychowice koło Wadowic jako syn Wincentego (zarządcy dworskich dóbr ziemskich) i Marianny z domu Słomka. Następnie wraz z rodzicami zamieszkał w majątku Choynowskich w Bączalu Górnym koło Jasła, gdzie w 1839 przyszedł na świat jego młodszy brat Henryk – powstaniec styczniowy, profesor gimnazjalny, poeta i metodyk. Najpewniej ukończył szkołę ludową w sąsiednim Bączalu Dolnym, po czym w latach 1850–1857 kontynuował naukę w Gimnazjum i Liceum im. Juliusza Słowackiego w Przemyślu. Następnie, w latach 1858–1861, studiował prawo na Uniwersytecie Lwowskim, a także kontynuował studia na Wydziale Filozoficznym tegoż Uniwersytetu.

### Praca dydaktyczno-wychowawcza
Karierę dydaktyczną rozpoczął w 1866 roku jako zastępca nauczyciela w Gimnazjum w Drohobyczu, po czym w latach 1868–1874 uczył w C.K. Gimnazjum im. Franciszka Józefa we Lwowie. Od 1874 do 1880 uczył w gimnazjum w Kołomyi. Od 1876 był prezesem, a od 1878 członkiem Wydziału Kołomyjskiego Oddziału Towarzystwa Pedagogicznego we Lwowie.
W latach 1880–1896 uczył języków: polskiego, niemieckiego i łaciny jako profesor VII rangi w Kolegium Nowodworskim św. Anny w Krakowie, był także zawiadowcą czytelni dla młodzieży gimnazjum niższego. W latach 1894–1901 uczył języka polskiego i propedeutyki filozofii w III Gimnazjum im. Króla Jana Sobieskiego w Krakowie. Będąc emerytowanym profesorem gimnazjalnym pracował jako urzędnik w Kasie Oszczędności Miasta Krakowa.

### Działalność poetycka i literacka
Wincenty Stroka tworzył przez niemal 70 lat, od 1858 do swojej śmierci w lutym 1928. Jest autorem ponad dwudziestu wydawnictw i tomików poezji, a także bardzo licznych wykładów, nekrologów, broszur, odczytów okolicznościowych, tłumaczeń i publikacji m.in. do dzienników krakowskich, „Dziennika Literackiego”, „Nowej Reformy” i „Głosu Narodu”. Za pierwszy publiczny utwór uznaje się napisany 19 września 1858 sonet Róże. Tworzył pod wieloma pseudonimami. Był także tłumaczem dzieł polskiej i światowej literatury, głównie z zakresu łaciny, języka włoskiego i hiszpańskiego. Szerzej znany we Włoszech jako tłumacz dzieł Zygmunta Krasińskiego, a w Hiszpanii jako tłumacz utworów Juliusza Słowackiego. W 1921 na prośbę ówczesnego proboszcza pleszewskiego ks. Kazimierza Niesiołowskiego i miejscowych sióstr zakonnych napisał kilka wierszy powitalnych i honorujących prymasa Polski kardynała Edmunda Dalbora – odbywającego wizytację kanoniczą parafii.
W 1913 roku za całokształt dorobku złotego jubileuszu pracy twórczej został mianowany członkiem rzeczywistym Literackiej Akademii Papieskiej Arkadia z siedzibą w Rzymie, otrzymał wówczas imię pasterskie: Almeristo Peliaco.

### Emerytura
Po przejściu na emeryturę, wraz z małżonką poświęcił się podróżowaniu. Od 1901 r. przez kilka lat mieszkał w Rzymie, gdzie wziął udział w kilku audiencjach m.in. u papieża Piusa X i Benedykta XV, z którym rozmawiał o Krakowie i ówczesnym biskupie krakowskim Adamie Księciu Sapieże. W trakcie audiencji przekazał Ojcu Świętemu własne tłumaczenie na język włoski Snu Cezary z Trzech myśli Ligięzy – Zygmunta Krasińskiego. Następnie zamieszkał w San Sebastián. W latach 1914–1918 przebywał w Rorschach w Szwajcarii, w tym okresie przez kilka miesięcy zamieszkiwał w austriackim mieście Graz. Pod koniec życia od 1920 roku zamieszkał w Pleszewie (Wielkopolska). Po śmierci żony znajdował się pod opieką sióstr ze Zgromadzenia Służebniczek NMP Niepokalanie Poczętej. Zmarł w 91 roku życia i spoczywa w rodzinnym grobowcu na starym cmentarzu przy kościele św. Floriana w Pleszewie.

### Prywatnie
Był głęboko wierzącym katolikiem, podczas pobytu w Watykanie nawiązał kontakty z ówczesnymi dygnitarzami kościelnymi. W 1868 zawarł związek małżeński z Albertyną Beatą Marią Robertyną de Myszka herbu Korczak Chołoniewską (1843–1927), córką Hipolita Augusta de Myszka-Korczak Chołoniewskiego (1807–1877) i Emilii z Kotkowskich. Mieli dwójkę dzieci: zmarłego zaraz po narodzinach Mieczysława Feliksa Strokę (ur. 1869) i córkę Marię Strokę-Onyszkiewiczową (1871–1940), która wyszła za mąż za Józefa Onyszkiewicza h. Jacyna. Starszy brat Henryka Stroki – powstańca styczniowego, metodyka i poety.
Pradziadek prof. dra hab. Zbigniewa Jacyny-Onyszkiewicza – fizyka, wykładowcy akademickiego i polityka.
Przyjaciel poetów romantycznych: Kornela Ujejskiego, Teofila Lenartowicza i historyka literatury prof. Antoniego Małeckiego

## Upamiętnienie
- w Rzymie znajduje się płaskorzeźba z podobizną prof. Wincentego Stroki zaprojektowana i stworzona przez polskiego rzeźbiarza i medaliera Antoniego Madeyskiego.
- osobliwą pamiątką po profesorze Stroce jest ofiarowana Mu przez Baranieckich szafka relikwiarzowa z 1907 roku znajdująca się w zakonnym Domu Prowincjalnym Zgromadzenia Sióstr Służebniczek Najświętszej Maryi Panny Niepokalanie Poczętej w Pleszewie[20].